# Ayla Ranzz
Ayla Ranzz, originariamente nota come Lightning Lass (anche nota come Light Lass e Spark), è un personaggio immaginario dei fumetti, una supereroina nel futuro Universo DC. È un membro della Legione dei Super-Eroi e fu inserita al 47º posto della lista "100 Donne Più Sexy Dei Fumetti" della Comics Buyer's Guide.
Ci furono tre versioni di Ayla fin dal suo debutto; queste versioni furono separate sia dagli eventi di Ora Zero che della serie limitata Crisi infinita.

## Biografia del personaggio

### Silver Age
Ayla Ranzz (del pianeta Winath, dove il parto gemellare è normale) comparve per la prima volta in Adventure Comics n. 308 (maggio 1963). È la sorella gemella del Legionario Garth Ranzz (Lightning Lad) e sorella minore del criminale Mekt Ranzz (Lightning Lord). Tutti e tre ottennero il loro potere elettrizzante dopo essere stati attaccati da creature chiamate bestie fulmine sul "mondo elettrico" di Korbal. Originariamente si unì alla Legione mascherata da suo fratello, affermando di essere lui resuscitato, dopo la morte apparente di Garth per mano di Zaryan. Presto si scoprì che era un impostore, ma fu lo stesso ammessa nella squadra come Lightning Lass.
Per alcuni anni fu chiamata Light Lass, dopo che Dream Girl utilizzò la scienza del suo pianeta natale Naltor per cambiare i poteri di Ayla nelle abilità di rendere gli oggetti super leggeri, e in poteri anti-gravità (i poteri furono spiegati entrambi nel corso degli anni).
Anni dopo, Ayla lasciò la Legione per qualche tempo, disillusa dalla sua carriera di Legionaria e giunta al termine della relazione romantica avuta con il suo compagno di squadra Timber Wolf. I due si separarono a causa di un fraintendimento quando questa vide Timber Wolf tenere tra le braccia sua cognata, Saturn Girl, quando entrambi rimasero bloccati su un asteroide congelato. Ritornata su Wynath, Ayla fu rapita dal fratello Lightning Lord e una fazione della Legione dei Supercriminali. Quando Ayla si rifiutò di unirsi a loro, suo fratello tentò di ucciderla facendo passare numerosi milioni di volts nel suo corpo. Tuttavia, la giovane sopravvisse e scoprì che questo incidente le aveva ricostituito i poteri elettrici originali. Dopo che la Legione dei Supercriminali fu sconfitta, Ayla ritornò alla Legione come Lightning Lass.
Successivamente, Ayla ebbe una relazione a lungo termine con Shrinking Violet.
Durante la "Five Year Gap" dopo le Guerre Magiche, la Terra cadde sotto il controllo dei Dominatori e finì col distaccarsi dai Pianeti Uniti. Qualche anno dopo, i membri dei Dominatori classificati come Batch SW6 fuggirono dalla prigione. Originariamente i Batch SW6 sembrarono essere un gruppo di cloni adolescenti dei Legionari, creati da alcuni campioni presi, in apparenza, prima della morte di Ferro Lad per mano del Mangiatore di Soli. Si scoprì invece che erano dei duplicati di un paradosso temporale, e quindi altrettanto legittimi come le loro controparti più adulte. Dopo che la Terra venne distrutta da un disastro che ricordò la distruzione di Krypton di oltre un millennio prima, poche dozzine di città sopravvissute e i loro abitanti ricostruirono il loro mondo sotto il nome di Nuova Terra. I Legionari SW6 rimasero su questo nuovo mondo e la loro versione di Ayla Ranzz assunse il nome in codice di Gossamer.

### Post-Ora Zero (Spark)
Ayla, nota come Spark, entrò originariamente nella Legione come rimpiazzo del fratello gemello Live Wire, in quanto il pianeta Wynath scelse lei al posto di Garth come membro della squadra, che fu classificato come fuori controllo. Infine, la restrizione della Legione "un membro per pianeta" fu abolita e il giovane poté rientrare.
La ragazza fu una dei Legionari bloccati nel XXI secolo per qualche periodo come risultato dei piani di Occhio di Smeraldo. La sua squadra fu di aiuto agli eroi contemporanei durante la crisi di Notte Finale, dove il sole della Terra fu lentamente divorato. Spark provvide personalmente alla riserva di energia necessaria al Warrior di Guy Gardner quando il bar funse da ospedale. Qualche tempo dopo che il sole fu guarito, la ragazza viaggiò verso la Fonte, che cambiò i suoi poteri elettrici con poteri anti-gravità (anche se non modificò il suo nome in codice). Dopo essere tornata al XXXI secolo ed essersi riunita al fratello, tuttavia, cominciò a soffrire di debilitanti mal di testa ogni qualvolta sfoggiava i suoi poteri; questi mal di testa furono poi diagnosticati come psicosomatici. Apparentemente sembrò che non riuscisse a gestire poteri diversi da quelli di suo fratello. In un disperato tentativo di ricostituire i suoi vecchi poteri, ritornò su Korbal, il pianeta dove lei e i suoi fratelli ottennero in origine il loro potere dopo essere stati folgorati dalle bestie di fulmine (cosa che all'epoca li lasciò in coma per mesi). La sua struttura genetica alterata la lasciò incapace di sopportare un altro attacco di quella portata, e così rimase uccisa. Poco dopo, suo fratello e alcuni suoi compagni che la seguirono giunsero sul luogo. Disperato, Garth si lasciò andare al dolore rilasciando un'enorme scarica elettrica che guarda caso la riportò in vita, e il Dottor Gym'll teorizzò che un colpo come quello avrebbe potuto resuscitarla e ricostituire i suoi poteri elettrici. Attraverso l'incanalamento di un'enorme quantità di elettricità atmosferica, Garth vi riuscì. Qualche tempo dopo, Ayla cominciò una relazione romantica con il suo compagno di squadra Chameleon, che fu sempre segretamente attratto da lei.
Successivamente, la Legione fu sciolta dopo la morte apparente di numerosi membri del gruppo (inclusi Garth e Chameleon) e Ayla decise di tornare su Wynath. Tuttavia, quando questi membri ritornarono, Garth non fu tra di loro, poiché si sacrificò perché il resto di loro potesse tornare a casa. Dopo che Chameleon le ebbe dato questa terribile notizia, lei non sembrò riprendere la relazione con lui. Per qualche tempo prese il nome in codice di Live Wire, ma poco dopo il suo ritorno, fu convinta da Kid Quantum che avrebbe onorato meglio la memoria di suo fratello essendo sé stessa.

### Terza versione (Light Lass)
Dopo un altro aggiornamento della continuità della Legione, Ayla Ranzz fu nuovamente soprannominata Light Lass, e possedeva poteri di annullamento della gravità. In Supergirl e la Legione dei Super Eroi n. 26, si scoprì che lei, come i suoi fratelli, ottenne precedentemente al loro incidente su Korbal e ancora prima di un incidente che le diede i poteri anti-gravitazionali.
Light Lass si guadagnò la reputazione di "ragazza da festa", ed ebbe relazioni con Ultra Boy, Timber Wolf e Sun Boy, così come un'avventura di una notte con Karate Kid. Brainiac 5 commentò che trovava aggravante che l'abilità di negare una delle forze fondamentali fosse nelle mani di qualcuno che trattava le cose così alla leggera. Tuttavia, la si vide mentre prendeva alcune cose molto seriamente, come l'affrontare sul campo di battaglia il fratello Mekt.
Ayla ebbe un ruolo attivo e molto serio nell'assistere suo fratello Garth quando questi divenne il leader dei Legionari dopo il ritorno di Supergirl alla sua epoca. Ayla fu fondamentale anche assistendo Brainiac 5 e Star Boy nello stabilizzare la gravità dopo che un pianeta intruso comparve nel sistema solare.

### Post-Crisi Infinita - Ritorno della Lightning Lass originale
Gli eventi della miniserie Crisi infinita, ricostituirono un'analoga continuità della versione della Legione pre-Crisi sulle Terre infinite, come visto nella storia "The Lightning Saga" in Justice League of America e Justice Society of America, e nella storia "Superman e la Legione dei Supereroi" in Action Comics. Ayla Ranzz fu inclusa nella Legione, possedendo i suoi poteri originali come Lightning Lass.
Nella Lightning Saga, fu inizialmente sottinteso che la ragazza fu presunta morta da Timber Wolf, che disse "Sto arrivando, Ayla" mentre stava per sacrificare la sua vita. Tuttavia, si scoprì più avanti che i due si erano riconciliati e avevano ripreso la propria relazione. Ayla comparve in una storia presente in Superman e la Legione dei Super Eroi, servendo da fonte di potere per il quartier generale segreto della Legione.
Ayla fu poi vista in Crisi finale: la Legione dei 3 mondi n. 1, dove utilizzò le sue abilità per tenere aperto l'entrata alla Zona Fantasma così che le sue amiche Legionarie Shadow Lass e Phantom Girl potessero salvare Mon-El. Ayla distrusse la macchina della Zona prima che il criminale Kryptoniano Zod potesse avere la possibilità di uscirne. Lei e le sue controparti furono poi utilizzate da Brainiac 5 per riportare indietro Bart Allen, mentre Ayla e Spark fornivano a XS piccole scariche elettriche, e Light Lass utilizzò i suoi poteri gravitazionali per prevenire che XS diventasse una singolarità. Light Lass fu poi necessaria per riesumare la Crisalide Kryptoniana seppellita sotto la Fortezza della Solitudine di Superman, seppellita lì mille anni prima da Starman.
Ayla fu successivamente presente nel n. 6 della serie Legion of Superheroes di Paul Levitz, dove fu mostrata mentre si preparava ad andare in vacanza con Shrinking Violet. Si scoprì successivamente che le due avevano una relazione.

## Poteri e abilità
- Come Lightning Lass, Ayla possiede l'abilità super umana di generare elettricità, solitamente sotto forma di lampi elettrici.
- Come Light Lass, ebbe il potere di cancellare la gravità.
- Come Spark, ebbe l'abilità di generare elettricità, e dirigere accuratamente le scariche (l'esatto meccanismo nei suoi poteri che preveniva alle scariche di prendere la direzione della minima resistenza della Terra non è chiaro), a cui lei si riferisce comunemente come "lampi". Ebbe brevemente l'abilità di ridurre la densità degli oggetti, ma non mostrò nessun segno di ciò fin dalla ricostituzione dei suoi poteri elettrici.
- Come Light Lass nella terza continuità, ottenne il potere di annullare la gravità.

## Altri media
- Nella serie animata Le avventure di Superman, Lightning Lass ebbe un cameo nell'episodio "New Kids in Town".
- Nella serie animata Legion of Super Heroes, Ayla comparve per un istante in un flashback che riprese l'incidente accaduto ai fratelli Ranzz su Korbal nell'episodio "Chained Lightning". Invece di ottenere i suoi poteri, Ayla scomparve. Fu successivamente scoperta come essere di energia in una tempesta spaziale che Imperiex stava tramutando da potere ad arma. Con l'aiuto di Mekt e Garth, Ayla ritornò alla forma e all'età che aveva quando fu attaccata. Dato che era una bambina, non fu mai membro della Legione.
- Nell'episodio La Legione della serie televisiva Smallville, Garth chiede a Clark un autografo affermando che è per sua sorella.